# Кенија на Светском првенству у атлетици у дворани 2016.
Кенија је учествовала на 16. Светском првенству у атлетици у дворани 2016. одржаном у Портланду (САД) од 17. до 20. марта шеснаести пут, односно учествовала је на свим првенствима до данас. Кенија је пријавила 11 учесника (7 мушкарца и 4 жене), који су се такмичили у три мушке и три женске дисциплине.,,
На овом првенству Кенија је по броју освојених медаља делила 25. место са 2 бронзане медаље. У табели успешности према броју и пласману такмичара који су учествовали у финалним такмичењима (првих 8 такмичара) Кенија је са 8 учесника у финалу делила 9. место са 26 бодова.
| Плас. | Земља  | 1. место | 2. место | 3. место | 4. место | 5. место | 6. место | 7. место | 8. место | Бр. финал. | Бод. |
| ----- | ------ | -------- | -------- | -------- | -------- | -------- | -------- | -------- | -------- | ---------- | ---- |
| =9.   | Кенија | 0        | 0        | 2        | 0        | 2        | 0        | 2        | 2        | 8          | 26   |

## Учесници
| Мушкарци: - Џеремаја Кипкорир Мутаи — 800 м - Едвард Кибет Кембои — 800 м - Винсент Кибет — 1.500 м - Бетвел Бирген — 1.500 м - Калеб Мванганги Ндику — 3.000 м - Огастин Кипроно Чоге — 3.000 м - Ајзаја Киплангат Коеч — 3.000 м | Жене: - Маргарет Ниаирера Вамбуа — 800 м - Виола Чепту Лагат — 1.500 м - Нанси Чепквемои — 3.000 м - Бетси Саина — 3.000 м |  |

## Освајачи медаља (2)

### Бронза (2)
| - Огастин Кипроно Чоге — 3.000 м | - Маргарет Ниаирера Вамбуа — 800 м |  |

## Резултати

### Мушкарци
| Атлетичар               | Дисциплина | Лични рекорд | Квалификације | Квалификације | Финале                | Финале       | Детаљи |
| Атлетичар               | Дисциплина | Лични рекорд | Резултат      | Место         | Резултат              | Место        | Детаљи |
| ----------------------- | ---------- | ------------ | ------------- | ------------- | --------------------- | ------------ | ------ |
| Џеремаја Кипкорир Мутаи | 800 м      | 1:44,59      | 1:48,70       | 3. у гр. 2    | Нису се квалификовали | 7 / 15       |        |
| Едвард Кибет Кембои     | 800 м      | 1:45,58      | 1:52,39       | 2. у гр. 1    | Нису се квалификовали | 12 / 15      |        |
| Винсент Кибет           | 1.500 м    | 3:34,91      | 3:41,42 кв    | 5. у гр. 2    | 3:45,17               | 7 / 14 (15)  |        |
| Бетвел Бирген           | 1.500 м    | 3:34,62      | 3:49,35       | 6. у гр. 1    | Није се квалификовао  | 13 / 14 (15) |        |
| Калеб Мванганги Ндику   | 3.000 м    | 7:31,66      | 7:53,21 кв    | 5. у гр. 2    | 7:58,81               | 5 / 18       |        |
| Огастин Кипроно Чоге    | 3.000 м    | 7:28,00      | 7:51,77 КВ    | 2. у гр. 1    | 7:57,43               |              |        |
| Ајзаја Киплангат Коеч   | 3.000 м    | 7:32,89      | 7:52,64 КВ    | 2. у гр. 2    | 8:01,70               | 8 / 18       |        |

### Жене
| Атлетичарка              | Дисциплина | Лични рекорд | Квалификације  | Квалификације | Финале     | Финале | Детаљи |
| Атлетичарка              | Дисциплина | Лични рекорд | Резултат       | Место         | Резултат   | Место  | Детаљи |
| ------------------------ | ---------- | ------------ | -------------- | ------------- | ---------- | ------ | ------ |
| Маргарет Ниаирера Вамбуа | 800 м      | 2:02,59      | 2:00,68 кв, ЛР | 2. у гр. 1    | 2:00,44 ЛР |        |        |
| Виола Чепту Лагат        | 1.500 м    | 4:11,08      | 4:10,77 кв, ЛР | 5. у гр. 1    | 4:10,45 ЛР | 8 / 20 |        |
| Бетси Саина              | 3.000 м    | 8:43,19      |                |               | 9:01,86    | 7 / 14 |        |
| Нанси Чепквемои          | 3.000 м    | 8:49,06      | 9:07,63        | 10 / 14       |            |        |        |